# Musique en vue
Musique en vue était un festival de musique rock populaire fondé en 1992 et qui s'est déroulé annuellement jusqu'en 2015 à Cowansville en Montérégie.

## Historique
Le festival a été fondé en 1992 sous le nom du Festival des musiciens de la rue par un groupe de cinq citoyens de la région. Lors de la première année, le festival s'étend sur quatre jours. La durée du festival changera fréquemment entre 4 et 11 jours.
Les premiers festivals se font dans le stationnement du Domaine du parc, le centre d'achat de la ville. C'est en 1996 qu'il déménagera sur une butte gazonnée dans le parc Centre-Ville aux côtés de la rivière Yamaska. En plus du site principal, le festival offre depuis 2012 plusieurs autres sites ailleurs dans la ville.
C'est en 2000 que l'un des fondateurs, Réjean Daigle renomme officiellement le festival pour Musique en vue
En 2011, le festival accueillait entre 30 000 et 32 000 spectateurs,.
En plus des concerts rock, le festival accueille divers artistes provenant de plusieurs pays et offre des soirées humoristiques. L'un des humoristes de l'édition 2001, Jean-Charles Lajoie, sera d'ailleurs nommé directeur artistique du festival.
La tenue du festival a été interrompue en 2015 à cause d'un déficit d'opération et de l'impossibilité d'arriver à une entente avec la Ville de Cowansville concernant le financement.